# 逢魔時刻動物園
《逢魔時刻動物園》是日本漫畫家堀越耕平創作的漫畫作品。於《週刊少年Jump》2010年至2011年期間進行連載。單行本全5冊。故事講述平常做事笨拙但熱愛理解動物的女高中生蒼井華在「逢魔時刻動物園」擔任工讀生，卻發現園長椎名是個擁有兔子容貌且俱備超自然力量的男子，他們必須和動物園裡的人型化動物攜手合作，振興動物園的人氣和破除椎名承受的詛咒。

## 故事簡介

### 動物園初識篇（01 - 09）
蒼井華是一位平常做事幾近樣樣不行，但非常喜愛與理解動物的女高中生。某天見到「逢魔時刻動物園」應徵飼養員的廣告，為了改變平日做事笨拙的自己而前往應徵工作，卻發現園長椎名是個能運用魔力將園裡的動物人形化的兔臉男子，以及椎名擁有異常容貌與力量的真相。一開始對於人形化動物的畏懼加上繁重的工作份量，令華一度想打退堂鼓。但自從園裡發生班海豹 五十嵐綁架未遂事件後，椎名對華喜愛並理解動物知識的特點表示認可，華因此決定在動物園繼續擔任飼育員。隨著動物園裡發生的種種事件，華主動去理解動物的煩惱並伸出援手，進而喜歡上這份工作。獅子戶暴走事件結束後，椎名的左手恢復成人類的模樣。

### 丑時三刻水族館篇（10 - 23）
自從園裡的雄獅 獅子戶發生暴走事件後，園裡的動物正忙著修整被破壞的場地。丑時三刻水族館的幹部虎鯨 阪又，代表水族館與椎名會談收購動物園的事情，卻被椎名駁回，為此阪又將五十嵐擄走作為人質，令椎名決定率領動物園的動物將五十嵐救回來，和丑時三刻水族館的海洋生物展開激烈對決。最終動物園成員大獲全勝，順利救回五十嵐，水族館的館主伊佐奈被阪又帶回大海，原本的水族館的幹部一角鯨 一角正式接管水族館事務，這件事情亦宣告落幕。

### 鼻上父子篇（24 - 25 ）
水族館事件告一段落後，華開始思考讓椎名解除詛咒的關鍵。某一天，鼻上父子來到了動物園，成為動物園的第一批訪客。雖然參觀過程風波連連，但華也因為向夫參觀動物園的喜悅感到高興。此次事件讓椎名的左手肘恢復原貌。

### 八時馬戲團篇（26 - 37 ）
由於學校開設暑期補習班的緣故，華與椎名商討請假後獲准，還意外從身兼八時馬戲團新進員工的A組學生菊地口中，得知馬戲團的熊會說話一事。起先華認為這次可嘗試著和受詛咒之人合作，跟著椎名、蟒蛇、獅子戶、歧佐藏潛入調查，結果不但落入了對方的陷阱，還意外發現八時馬戲團被志久萬高壓統治，導致團長道乃家性格驟變的真相。為了幫助椎名獲勝，動物園的動物不惜歸還自己的魔力，讓椎名戰勝了志久萬，馬戲團方面也答應了與動物園合作的要求。暑假最後一天，華走出了動物園，椎名的臉只是一瞬間恢復成人類的模樣，直到完結都還沒解開詛咒。

## 登場角色

### 逢魔時刻動物園
位於逢摩市奧山深處的一個毫無人煙的動物園，從車站搭乘公車得花費兩小時才能到達此處，該園長為椎名。這裡早上9點開園，直到下午4點44分休園。園內的動物會因椎名的魔力而產生人化。園內區域分為猛獸區（北方）、力量區（西方）、新奇區（東方）、綜合區（南方）。動物園裡的雕像「我之像」是椎名最鍾愛的五大收藏之一，但後來猩猩金剛為了向椎名表達籠子太小的不滿，奮力搖晃「我之像」，導致椎名為了保護園裡的動物，將「我之像」損毀，讓猩猩金剛利用雕像殘骸搭建更大的籠子。由於長期沒有遊客來到動物園參觀的緣故，園裡的動物糧食和經濟情況逐漸拮据，讓園裡的動物和現任的飼育員 蒼井華也都為如何招攬遊客和處理動物園事務傷透了腦筋。
在華擔任此地的飼育員之前，有不少人類來到此地應徵工作，但那些人類員工都因為椎名對動物園缺乏管理的隨性態度，以及無法承擔園裡的工作份量，沒多久便決定辭掉工作離開動物園。因此現在擔任飼育員的華，反而承擔了更多的管理責任。偶爾椎名會考量動物的狀況，而決定在不被別人看到的狀況下，休園帶領動物們外出遊玩。而隨著劇情發展，逐漸有外界人士察覺這座動物園的存在。
動物園的名字典故，取自下午4點44分的傳說：太陽西下，天色漸暗，人與物難以辨別的時間帶，被稱作「與魔相遇」的時間。

#### 人類
- 椎名（しいな）

- 年齡：不明
- 生日：12月31日
- 血型：B型
- 身高：211ｃｍ（包含耳朵）、179ｃｍ（不含耳朵）
- 喜歡的東西：有趣的事、紅蘿蔔
- 討厭的東西：無聊的事

本作的主角，「逢魔時刻動物園」園長，擁有兔子的容貌。人形容貌為蓄著濃密白髮的雙眼皮青年，脖子上套著斑點狀的紅色圍巾，普通時候會戴上大帽遮住臉部，身上還會常駐著幾根紅蘿蔔。約10幾年前，年幼的椎名在深山抓野兔，冒犯了當地的兔妖而被詛咒，變成了兔子的模樣。兔妖告訴椎名如想解開這個詛咒就要「向所有動物和生命表示憐愛之心，並創造出讓世界震驚的樂園」，爾後椎名遊走世界各地，並帶領了世界上三十多種動物，建立這個天下第一的動物園。
平時的椎名像小孩子一樣調皮又任性，凡事都講求「有趣」，一切以自我為中心，對於動物園的管理也是相當隨性，使得某些園裡的動物對他感到相當頭疼，根據蟒蛇的說法，可能是因為幼年時期受到詛咒的影響，精神年齡都停留在小孩子頑皮的階段。也因此無法和正常人一樣到學校上課。由於幼年時期受到排擠的經驗，椎名最討厭的就是無趣和孤獨。但椎名將動物們都視為自己重要的「夥伴」，不容許自己的夥伴遭到傷害，甚至會因為夥伴被抓走而發狂。在解決一些動物相關的事件，或是希望保護重要夥伴的強烈心念影響，會短暫的露出人形的真面目。目前除了園裡的動物以外，只有少數的人類見過椎名的人型面貌（例如蒼井華）。不擅長猜拳，而且每次都會出剪刀。也因為他凡事講求有趣的任性作風，使得華和其他動物商討一些私密的事情時，都盡量不讓椎名參與討論，但往往在討論結果出爐前，就因為他的半途出現，令原本立定的計劃得因應他的參與有所更動。
由於受到兔妖詛咒的影響，不僅跟兔子一樣愛吃紅蘿蔔，還擁有兔子般驚人的敏捷度。只憑雙指的力道，就瞬間破壞石雕。能透過嘴邊咬著的紅蘿蔔吹出煙霧（魔力）讓動物人化，生氣的時候還會對別人丟紅蘿蔔（特別是對蒼井華），但吃到紅蘿蔔或是喝到紅蘿蔔汁就會冷靜下來，當他用手攻擊對方的時候，經常都會將手勢比成「V」字狀，有時會在攻擊對手後，道出還想讓攻擊過的部位（凹痕）再凹下去一些。口頭禪是「像脫兔一樣的XXX」。
「脫兔旋風」
使出強力的踢擊，將一定範圍內的對手踢飛。
「脫兔和平」
將手指呈現「V」字狀朝對手使出的強力搏擊，被打到的地方還會留下「V」字狀凹痕。
「脫兔蹦跳」
利用腳部蓄集的力量，瞬間使出的暴發性極速跳躍。
「脫兔踢倒」
從空中一躍而下的踢擊，椎名在獅子戶暴走事件使用此招，被獅子戶擋了下來。
「兔子耳光打」
將手指呈現「V」字狀朝對手使出的耳光。
「兔子W和平」
將雙手呈現V字狀，並且把雙手腕豎起90度角，向對手頭部施展的重度打擊。
「脫兔發球」
在海邊和動物玩排球時，使出的強力殺球。力道甚至可以將一定範圍的海水衝到數十公尺的高度。
「秘技·因幡的白兔」
能夠讓椎名在水上奔跑的秘技。
「兔子突入和平」
「兔子和平」強化版，威力甚至足以破壞鋼鐵製的大門。
「脫兔百萬和平」
「脫兔和平」的連發版。
- 蒼井華（あおい はな）

- 年齡：16歲
- 生日：8月17日
- 血型：O型
- 身高：154ｃｍ
- 喜歡的東西：炒麵、納豆、動物、手球
- 討厭的東西：機械類（因為不會處理）

本作的女主角，蓄著短髮的女高中生。平常做事笨拙，上化學課鬧火災、在排球部是萬年後補、在平地走路也會不小心摔倒、成績也不是很好，甚至在家政課時把糖錯看成鹽作出超甜飯糰，讓她在班上得到了「總是失敗的遲鈍女」這個綽號。在第五話更提到自己沒有戀愛經驗。但是她相當喜歡動物，對動物的研究知識相當豐富，在劇中時常負責解說動物的特性。正因為喜歡動物、瞭解動物，華最看不慣的就是將動物們視為工具殘忍對待的人類，甚至會為了動物們挺身而出。
某日見到椎名張貼的應徵單，為了改變做事笨拙的缺點，到動物園應徵飼育員而獲得錄取。起初擔任飼育員時對動物園裡那些人化的動物抱持著恐懼感，但因為喜歡與理解動物的性格，使得她容易理解動物的煩惱並給予協助，之後逐漸被園內的氣氛所感染，並且喜歡上這份工作，還獲得母親的諒解。她是極少數見過椎名人型真面目的人類，時常為椎名的任性作風傷透腦筋，另一方面，她對於椎名願意看重她喜歡並理解動物的特質相當感謝。
獅子戶暴走事件裡，華曾經試問椎名為何不讓動物以人型化的姿態露臉以招攬遊客，而椎名則是以擔心強盜與其他怪異人士來到動物園為由做為回覆。隨著劇情進展，她對動物的理解知識，甚至會成為椎名等人扭轉戰局的重要關鍵。
必殺技是蒼井華截擊。

#### 逢魔時刻動物園的動物
- 蟒蛇（ウワバミ）

蛇，性別為母，普通狀態下是三條蛇（其中一條為眼鏡蛇），人化時的樣貌和其他人化動物相比較接近人類，後方綁束的頭髮是蛇群，身穿露肩蛇鱗連身裙的性感美女，類似希臘神話故事中的蛇髮女妖梅杜莎，椎名與其他動物都用「蛇女」來稱呼她。個性沉穩隨和，當她笑的時候，頭上的蛇會嘶嘶作響，會讓頭上的蛇將食物吞下，連她的泳裝也是蛇鱗圖樣，一旦進入了狂暴狀態，就連椎名與其他動物夥伴也會被她嚇得啞口無言。由於本身擁有熱能偵察的特性，因此透明化的隱藏對手在她面前也會無所遁形，而且很擅長躲在暗處進行偵察戰鬥。人化的狀態下會解開髮夾，讓頭髮末梢的蛇群攻擊對手。偽裝成人類時，只需將頭髮末梢的蛇群包覆起來即可。被華尊稱為「蛇姐」，對於華來到動物園協助照顧動物感到高興。是加西的暗戀對象。仰慕椎名，謔稱獅子戶「笨貓」。後來在馬戲團事件為了幫助椎名，自願將魔力歸還給他，在椎名打倒志久萬後又回復人型姿態。
「密技 蛇分身」
利用本身三蛇一體的特性，將身上的蛇分離出來，對敵人發動的突襲，身上的衣服會變成尖銳邊緣的短裙裝。但在此狀態下的蟒蛇會變得相當狂暴，因此她很不希望讓椎名見到這種狀態。
- 大上（おおがみ）

豺，性別為公，人化姿態是個身著毛皮大衣，穿著深色背心與長褲，擁有獨特髮型的半人狼，性格膽小，最怕遇到的就是疼痛和恐怖，一旦見比自己還強大的對手就會嚇到腿軟，卻常靠戰略幫助自己或同伴扭轉劣勢（曾提到「狼的計算力很高」），加上自身又擁有優秀的聽覺和嗅覺，在水族館一戰中有相當活躍的表現。雖然建議椎名將動物園的經營、整潔方面看重一點，但常因為椎名的任性導致無功而返。由於在水族館事件為了躲避幹部NO.4道樂的襲擊，被削去了原本覆蓋前額的頭髮，因此他的髮型和初期相比略顯雜亂。名字的日文拼音與日文的「狼」相同。
漫畫第零話的大上在漫畫正式連載前是個身穿狼皮外套的青年。
- 獅子戶（シシド）

獅子，性別為公，在華來應徵的前一個月進來的新成員，人化姿態為擁有茂密蓬鬆的短髮，眼神銳利，披著毛皮與尖骨飾品，雙手附著絨毛與利爪，穿著輕便衣裝與絨皮靴的尖牙少年。性格好戰，認為自己才是園內的老大，擅長生死戰，弱點是不擅水性，在動物園內的腕力比賽排行NO.4。最初因為成年被驅逐出團體，要侵佔其他族群並殺掉該族群的頭領，但最後戰敗並身受重傷（左腋側邊還留著傷疤），被椎名遠從非洲大草原帶回來，變身後卻異常兇暴不受控制，甚至傷害動物園裡的動物，椎名為了保護動物們的安全，決定不再讓他變身。第六話華在與蟒蛇的談話中注意到自己已經來動物園一段時間，卻還沒見過獅子的變身，在好奇心的驅使下偷取了「魔力」，但她卻忘了在獅子的社會中，年輕的雄獅都擁有會為了炫耀自己的力量而去奪取別人的族群的危險性。變成人型後的獅子再度暴走，企圖以打倒椎名來證明自己才是老大，在戰鬥中椎名確認了他之前的傷勢已經痊癒，並給予了制裁，在平息下來後被重新接納為動物園的夥伴。被椎名正式命名為「獅子戶」。他的暴走事件，間接讓椎名的左手變回人類的模樣，但動物園也為了修復被他破壞的場地休園一天。於馬戲團事件中首次運用武器並學會投擲技，但他認為不能讓猩猩金剛知道這件事，要求華對此保密。後來為了幫助椎名，自願將魔力歸還給他，在椎名打倒志久萬後又回復人型姿態。
名字的由來是日文「獅子」之意。
漫畫第零話的獅子戶比在漫畫正式連載前更接近人類的容貌，雖然性格還是一樣衝動和粗魯，但意外的相當配合椎名的行動。
「獅子之心」
於水族館篇模仿椎名的「脫兔和平」所使出的招式（五十嵐自言）。先利用雙腳牽制住敵方的行動，再利用雙爪使出打擊與抓擊的強力攻擊。
「必殺獅子老虎摔」
於馬戲團篇模仿白虎的「虎式裏技」所使出的招式，先用拐棍攻擊對方的頭部，此招適用於用牙齒緊咬物品的對手，藉力使出強力的過肩摔。
- 知多（ちた）

獵豹，性別為公，人化姿態是個頭頂戴著眼鏡，穿著斑點短褲的肥胖半人豹，是動物園內的大胃王。在華來擔任飼養員之前總是在倉庫裡隨意取食，加上吃飽又睡、睡飽又吃的性格導致體型肥胖（但漫畫第36話椎名的回憶裡，曾經出現苗條時期的知多），失去了擅跑這項野性。華為了讓知多找回自己的野性，故意向椎名誆稱知多對他有所不滿，椎名聽信了華的說詞，與知多展開一對一動物園賽跑，雖然知多在此賽敗給椎名，卻也成功的找回野性。後來椎名為了讓牠減肥，更在牠的籠子內加裝了跑步機。從開始奔跑的第2秒開始，就能加速到時速70km。雖然全力奔跑只能維持10到20秒，但透過尾巴的輔助器，時速可以超過100km，秒速約為20到25秒。不過偶爾會發生因過於熱衷跑步而無視大局的狀況。名字的由來是作者堀越耕平的出生地愛知縣的知多半島。
- 猩猩金剛（ゴリラコング）

大猩猩，性別為公，華因為嫌名字太長而直稱牠為「猩猩剛」（ゴリコン），人化時除了能說話其他感覺似乎沒什麼特別的變化，過去曾因為太過笨拙而被趕出群體，在熱帶雨林迷路時被椎名收留，對椎名的懷有相當感激之心。在憤怒或興奮的情況下，會搥胸表達自己的情緒。最初不善表達自己的感受，在華的幫助下鼓起勇氣，大力晃動椎名珍藏的石像「我之像」表達自己籠子太小的不滿，這舉動使椎名毀掉了「我之像」，並讓猩猩金剛用毀壞的殘骸擴大自己的籠子，雖然猩猩金剛認為自己笨拙，但從用殘骸瓦礫蓋宮殿這點來看，華反而覺得牠意外的能幹。在動物園的腕力比賽排行NO.3。恢復普通型態時，只要一被打擾睡眠就會朝人丟糞便。名字的由來是大猩猩與電影「金剛」兩者合在一起。
「猩猩之力」
利用自身強大的握力，同時攻擊並牽制對方的行動。
- 加西（かさい）

印度犀牛，性別為公，人化時會從犀角生出臉孔和毛髮，有著拉練般的牙齒，臉孔前端呈現犀角般的突起狀，動物的軀殼則變成鎧甲。性格害羞，平常總是沉默寡言，加上犀牛極差的視力（所以常會出現到處亂撞的毛病），讓牠跟園內的動物鮮少有互動，甚至常被誤會很目中無人。擅長游泳，對蟒蛇有好感卻很不主動，一旦被人發現到反應就會變很大，當蟒蛇表示對椎名的仰慕或者和獅子戶有點小鬥嘴時會感到錯愕，被華稱之為「標準的草食男」。根據其他動物園夥伴的說法，直到蟒蛇發生溺水事件前，他們都沒有聽過加西親自開口說話。由於華曾經告訴他「戀愛就是奮勇向前」，為了保護蟒蛇，就會一改平常溫吞的性格，變得十分堅毅勇敢，就連丑時三刻水族館的幹部NO.5一角，也對他的精神與勇氣表示敬佩。
漫畫第零話的加西原設是白犀牛，是個從犀牛頭部探出人臉，膝蓋附著護膝，身穿長袖與深色長褲的黑碎髮青年。
- 五十嵐（イガラシ）

斑海豹，性別為公，人化時言行舉止都會變的很紳士化，身上會出現如紳士服般的斑點，稱華為「女士」，是第一個和華有正面互動的園裡動物。平時個性溫和，但扯上鱈魚相關的事就會變得很兇暴，而且吃魚的時候一定要從頭部開始吃，否則會被魚鰓和魚鱗噎到喉嚨。由於身上的毛是順著身體流線生長，若是抱他的時候稍有不慎，就會被其他人輕易的抱走。第一話中曾被強盜集團綁架未遂，第九話中又被「丑三時刻水族館」的幹部坂又抓走，被夥伴們吐嘈「有作為擄走角色的才能」。
- 高廣（タカヒロ）

白尾海雕，性別為公，人化時為頭戴耳機，大型翅膀長在背上，雙臂（爪）戴著手錶，下半身變成人類的雙腳，穿著長褲與靴子的半人鳥。當椎名在童年時代因兔妖的詛咒變成兔臉，受到排擠而獨自哭泣時，剛好在附近的高廣沾上了椎名的魔力煙霧，成為椎名的第一個動物夥伴。非常盡忠職守，平時是椎名的空中坐騎，但有時還會負責將同伴們帶往目的地的工作。
名字前段（タカ）是取自隼的日文發音。
- 新井小姐（新井さん）

浣熊，性別為母，人化時除了手部變成人形，沒有甚麼特殊變化，口頭禪是「啊啦」，喜歡吃無農藥殘留的蔬果。
- 波波（ポポ）

河馬，性別為公，人化時下顎有兩顆大牙，河馬頭部會變成手臂，由於河馬會為了標記地盤，經常讓自己的糞便飛出來，因此椎名也為波波這項特性感到頭疼。認為華能夠當飼育員是動物園的一大助力，卻調侃椎名經常不給牠們飯吃，被椎名踹了一腳。在動物園的腕力比賽排行NO.2，僅次於椎名。名字的由來是取自「ヒポポタマス」（英文「河馬」）中間的字「ポポ」之意。
- 梅村（うめむら）

美國野牛，性別為公，人化時從鼻子裡生出臉孔，性格膽小，曾因為椎名拿出的噴射法老雕像而嚇的直發抖。
- 岐佐藏（キサゾー）

非洲象，性別為公，人化時從嘴部出現眼睛，原本大象的頭部變成頸部圍領，一對像牙豎立在肩膀上，象鼻變成朝後彎的頭套，平常總是用象鼻頭套遮蓋他的臉，真面目於馬戲團篇中首度登場，是有著捲曲短鼻子，臉兩側有小顆象牙的長髮男子。個性內向且缺乏自信，有點孩子氣，過度熱衷於遊戲時會忽略四周的事物，雖然他的力量很驚人，動物園的夥伴也曾建議他參加動物園腕力比賽，但歧佐藏擔心自己過於熱衷遊戲會出狀況而沒有參賽。在情緒激動的狀況下，會衝撞週圍的事物。但他的聽力相當靈敏，可以透過聲音判斷熟人，因此即便是普通狀態下，只要聽到熟人的聲音也會適時避開，不至於和人相撞，甚至當場冷靜下來。偽裝成人類時，會穿上特大尺寸的連帽外套與長褲。經常負責將椎名的座椅扛在肩上，擔任椎名的轎夫。後來在馬戲團事件為了幫助椎名，自願將魔力歸還給他，在椎名打倒志久萬後又回復人型姿態。
- 町田（ちょうだ）

鴕鳥，性別為公，人化時頸部變成人臉，鴕鳥的頭部則變成手，配戴一條肩帶，人形身軀與雙腿相當瘦長的男子，特徵是超強的腳力，口頭禪是「謔」。於華第一天來到動物園時以人化姿態向她打招呼，但當時的華因首次見到人化姿態的動物，而被他嚇得落荒而逃。
- 龜田（かめだ）

加拉帕戈斯象龜，性別為公，人化時龜殼會變成怪物的臉孔，因為行動緩慢，玩捉迷藏時常會被大上給盯上。
- 福本（フクモト）

雪鴞，性別為母，人化姿態為鳥嘴長在額頭上的鳥型臉孔，頭部後方長著羽毛與大型翅膀，雙臂前段留著羽毛與鳥爪，身穿羽毛長裙的女性半人鳥。個性較為謹慎。
- 哈尼瓦尼（ハニワニ）

尼羅鱷，性別為公，人化時除了能用雙腳走路，外型並沒有多大的變化。
- 南極冠企鵝

性別為公，本名暫時不詳，人化時臉部變成人臉，鳥嘴變成項鍊掛在頸部。
- 豪豬

性別為公，本名暫時不詳，人化時除了會站立外，沒甚麼變化，曾被椎名當成保齡球。
- 長頸鹿

性別為公，本名暫時不詳，人化時嘴部延伸至頸部前中段，擁有一口尖牙。
- 飛鼠

性別為公，本名暫時不詳，人化時為披著飛行斗篷的小男孩。
- 犰狳

性別為公，本名暫時不詳，人化時為留著雷鬼頭的中年男子。
- 斑馬

性別為公，本名暫時不詳，人化時頭戴耳機，曾在動物園腕力比賽時對波波的語病加以吐嘈。
- 印度黑羚

性別為公，本名暫時不詳，曾建議歧佐藏參加動物園腕力比賽，被歧佐藏婉拒。
- 無尾熊

性別為公，本名暫時不詳，喜歡吃樂天小熊餅。
- 孟加拉虎

性別為母，本名暫時不詳，人化時為穿著虎紋裙裝的長髮少女。
- 棕熊

性別為公，本名暫時不詳，人化時為穿著熊皮軍裝的鬍子男。。
- 大角羊[4]。

- 變色龍[4]。

- 馬鹿[4]。

- 大食蟻獸[9]。

- 狒狒[9]。

### 丑三時刻水族館
為於逢摩市隔壁的牛三市，比逢魔時刻動物園還要繁盛有人氣的水族館，每年約有超過600萬以上的入場人數，該館長為水族館唯一的人類－伊佐奈。園區有800種60391點的展示，以虎鯨、海豚、海象、海獺與沙丁魚的主打演出吸引遊客，直到深夜兩點才休館。伊佐奈會利用魔力將園裡的海洋生物人化，也因為海洋生物的特質，就連幹部會議也是在水裡舉行。然而因為伊佐奈的高壓統治，使得其他的海洋生物生活在壓力下而毫無生氣，有的海洋生物甚至無法勘荷工作量，導致身心的健康狀況因此惡化，無法再工作的魚類通常都會被進入抹香鯨型態的伊佐奈處理掉。
因為獅子戶的暴動事件，讓水族館那裡得知了逢魔時刻動物園的存在，伊佐奈為了儘快讓自己恢復人類的樣貌，打算藉由接收動物園來獲得更多魔力。經過水族館戰役後，伊佐奈離開了水族館，由原本的幹部NO.5一角接管水族館的事務。但水族館的動物表演水準與人氣也變得不如以往，甚至開始長期休業，令原本的贊助商決定不再資助水族館，而另外尋找投資的目標。
館名的典故，取自日本丑時參拜的傳說：在深夜的丑時三刻手持五寸釘，將篙人偶釘在杉樹上詛咒其他人的儀式傳說。

#### 人類
- 伊佐奈（いさな）

- 生日：2月1日
- 年齡：27歲
- 血型：A型
- 身長：176cm
- 喜歡的東西：錢
- 討厭的東西：不能使用的東西

「丑三時刻水族館」館長，右耳刺有一枚耳洞，眼神暗淡的黑色碎髮青年。過去曾是一位只看重金錢與地位的富家少爺，某次在搭乘遊艇巡洋時，為了得到樂趣而狙殺鯨魚，被抹香鯨妖怪詛咒變成鯨魚的容貌，抹香鯨妖怪要求他「如想破除詛咒就用這股力量創造出轟動世界的生命之層」，之後他為了破除詛咒而佔領了即將荒廢的水族館，他不找任何人類，而是將所有雜務都交給人化後的魚類處理，透過高壓統治來使水族館繁盛，長久以來的經營使他漸漸能夠控制自己的魔力，除了左臉之外，其餘部分幾乎已經恢復成人類的樣貌，所以目前左臉還用鋼盔遮著，而且很忌諱別人說他「不是人類」。與將動物們當成夥伴的椎名完全不同，他的性格冷血無情、目中無人，將水族館的魚類或動物都視為「垃圾」、「廢物」或「下等動物」，不管是幹部還是雜用，只要失去利用價值就會被他當場處刑，能透過頭上噴口噴出的煙霧使水族館的動物和魚類人化。大上儘管不認同伊佐奈的作風，但也同意他很有商業頭腦。
他的坐騎是魔鬼魚。由於身上有齒鯨類的能力，外套部分可以變成巨大的尾部，還能夠使用「反響定位」的特殊聲波與同伴連信，將對手麻痺。但也因為這項特質，抹香鯨型態下的頭部突起部分（固定強化腦油以便於潛水）是他的弱點。於水族館最終戰對上椎名，在戰鬥中因為看到椎名短暫恢復人型面貌，驚訝之餘心裡又深感不平衡，並打算吃掉椎名來結束戰鬥，卻被府下於死前掉落在椎名圍巾上的鯊魚牙弄傷而露出破綻。被椎名用「兔子和平」與「脫兔百萬和平」擊敗，在此同時他也因為魔力減弱的緣故而縮小，最後在失去理智的情況下被坂又咬斷咽喉並帶回大海。
名字是取自鯨魚的古名。在單行本第五集揭露伊佐奈仍存活，回到水族館裡去了。

#### 丑三時刻水族館的動物和魚類
- 坂又（サカマタ）

虎鯨，性別為公，丑三時刻水族館的No.2。普通時候和海藏是表演秀中的動物明星。在水族館內地位僅次於伊佐奈。人化時擁有四隻眼睛（發怒或戰鬥時才會張開），水棲型的鯨魚皮（臉部、背鰭、人形身驅除外）以一分為二的姿態，附在人形身軀上，性格冷靜也相當紳士化，但如果是在被激怒或者遇到看不順眼的人的情況下，就會展現出虎鯨的凶暴把對方吃掉。因上陸時間有限而經常攜帶著裝有海水的保特瓶，並不時的將海水灑在頭上，水中游泳時速高達60公里，被獅子戶稱作「魚」。水族館一戰中，聽從伊佐奈的指示將五十嵐帶往館長室，途中遇到獅子戶來找牠單挑，更被獅子戶發現頭部的弱點，因為不甘站在食物鏈頂端的自己就這樣敗北而將不善水性的獅子戶推入水缸內，所幸在猩猩金剛的幫助下將獅子戶成功救出。水族館最終戰因為華的一句「這裡根本只是牢籠」，讓他醒悟到不該再受伊佐奈支配，並與動物園的成員們一同對抗伊佐奈。水族館戰役結束後帶著只剩一口氣的伊佐奈回到大海,並待在伊佐奈身邊監視他的所作所為。
名字是取自虎鯨的日文名。
- 海藏（カイゾウ）

海象，性別為公，丑三時刻水族館的No.3。普通時候在表演秀中負責表演雜技。人化時臉上戴著防風鏡般面罩的鬍鬚老頭，性格豪邁，但似乎有點老年癡呆的傾向，普通人一旦施展全力戰鬥就會被他用來支撐身體的大牙給重創。水族館一戰中對上猩猩金剛，起初以巨大的軀體、雜技中得到的戰鬥經驗讓自己不斷得到優勢，後因大上的使策而摔倒，被猩猩金剛強大的握力抓住臉部後昏倒。於水族館戰役後被一角救回會議室。
名字是取自海象的日文名。
- 道樂（ドーラク）

高腳蟹，性別為公，丑三時刻水族館的No.4。普通時候是擔任照明設備的工作人員。人化時帶著螃殼面具，蟹腳長在背後，比起橫向走路的螃蟹，他可以前後左右自由移動，性格自大，發言都十分損人，常妄想利用別人當墊腳石讓自己晉陞。水族館一戰中與鐵火真紀對上大上和知多，一度將膽小的大上逼入死胡同，最終因大上的計策而與鐵火真紀相撞敗北。於水族館戰役後被一角救回會議室。
名字是取自日本著名海鮮料理店「蟹道樂」。
- 一角（イッカク）

一角鯨，性別為公，丑三時刻水族館的No.5。普通時候擔任水族館的動物調教師。人化時是個穿著整齊注重禮儀端正的騎士，原本長在鼻子上的長牙，變成手持的牙劍，擅長西洋劍術，本人提到自身榮耀是「以此牙劍和騎士道精神」。當府下因為和阪又起爭執被伊佐奈重傷瀕死時，他是唯一對府下表示憐憫，並要求幫府下舉辦葬禮的幹部。水族館一戰中與魔鬼魚對上蟒蛇和加西，為了要加西說出自身榮耀而與牠展開一對一決鬥，最終被加西對蟒蛇的愛意、甚至不惜犧牲的精神所感動，親手擊敗了魔鬼魚讓加西和蟒蛇逃走，更故意無視伊佐奈的「反響定位」通訊動身離去。水族館戰役結束後，正式接管水族館的事務。
名字是取自一角鯨的日文發音。
- 府下（フカ）

大白鯊，性別為公，丑三時刻水族館的No.6。人化時會從嘴巴出現臉孔，從魚鰭生出手爪，魚尾變成人類的雙腳，認為自己才是海中的支配者，對一直佔著No.2位子的坂又相當不滿，在幹部會議中因為和坂又起爭執，被館長伊佐奈打成重傷後遺棄在垃圾場，遇見因為伊佐奈而被吹飛到垃圾場的椎名，透過伊佐奈的「反響定位」通訊，得知五十嵐將被帶往館長室，因為被利用完後拋棄的那份懊悔和悲慘，他希望椎名帶著他的不甘向伊佐奈報仇，最後也祈求椎名將牠送往出生的故鄉大海，臨死前幾枚鯊魚牙因此掉落在椎名的圍巾上。後來的水族館最終戰，那些鯊魚牙意外成為椎名逆轉情勢的關鍵。
（フカ）是日本神話中對鯊魚的稱呼。
- 鐵火真紀（鐵火マキ）

鮪魚，性別為母，丑三時刻水族館的No.7，是水族館幹部中唯一的雌性生物。普通時候是擔任海豚表演秀的監視師。人化時是個頭戴鮪魚骨骸，留著桃紅色短髮的人魚，由於她在不動的時候會出現窒息的情況，因此對於必須靜止不動又時間壟長的幹部會議完全無法忍受，討厭癡肥的生物，在水中最高時速可達160km。水族館一戰中與道樂對上大上和知多，意圖將知多拖入水族箱，卻被大上看出她雖然速度快卻無法控制的缺點，大上因而使計讓她去追知多，最終因為煞車不及衝破水族箱，與道樂相撞敗北。於水族館戰役後被一角救回會議室。
名字是取自鐵火捲壽司。
- 魔鬼魚（デビルフィッシュ）

真蛸，性別為公，丑三時刻水族館的No.8。普通時候擔任水族館的動物調教師。人化時身體是人類、頭部則是章魚的頭和八隻腳，有口吃的毛病，性格傲慢。一角直接稱他為「魔鬼」，擁有能夠和周圍環境同化、自切、麻痺敵人的唾液等真蛸擁有的特性。水族館一戰中與一角對上蟒蛇和加西，因為迷戀上蟒蛇，在打算將她抓走時被一角擊敗。於水族館戰役後被一角救回會議室。
名字是取自章魚的別名。
- 小坪（ツボ）

海鰻，性別為公，丑三時刻水族館的打雜人員，因為過度操勞倒地，被伊佐奈認為毫無利用價值而殺死。

### 八時馬戲團
於八月中下旬來到逢摩市，以動物表演為主軸的巡迴馬戲團，該馬戲團的團長為道乃家，但實際統治者是志久萬。原本是個默默無名的馬戲團，自從志久萬與道乃家結盟後，志久萬為了提升表演質量，利用魔力讓動物變身，還讓表演者跟動物交談，因而吸引了不少人氣。自從志久萬敗給椎名後，八時馬戲團與逢魔時刻動物園正式締結合作關係。此外，似乎因為是馬戲團的緣故，故事中也首次出現了懂得操縱武器的人化動物。

#### 人類
- 志久萬（シクマ）

「八時馬戲團」的統治者，被棕熊妖怪詛咒而擁有熊的容貌，穿著背心，右手套著護腕，有著深沉黑眼圈，前方兩束短辨綴著小鈴噹的長髮男子，雙眼、身體右半部（肩膀到手臂）、胸膛、腹部已經恢復成原來的樣子。平時總是穿著道具服或變化為普通的熊來作偽裝，但由於指頭沒有像一般熊是五根橫著並列，因此很快就被瞭解動物的華給識破，討厭下雨天，和熊一樣愛吃鮭魚。為了依靠動物設施提高聲望，因此和八時馬戲團結下契約，好讓自己恢復人型的面貌。在椎名等人來到馬戲團觀賞表演時就聞到了他們身上的「野獸臭味」，並且將他們關入籠子裡，還拒絕與動物園方合作的要求。在與椎名的最終決戰中，志久萬收回了馬戲團人化動物的魔力，還間接得到了牠們的能力與招式，最後仍被收回動物園人化動物魔力的椎名擊敗。
名字後段的（クマ），同時也是日文「熊」的發音。
- 道乃家日枝狼（ミチノケ）

「八時馬戲團」的團長，頭戴高帽，臉上有圓圈、水滴、新月型彩妝，相貌詭異的男子，經常面帶庛牙裂嘴的笑容並手持鞭子，主旨是「要帶給觀眾熱血沸騰的娛樂」。對底下員工相當嚴格，只要員工表現稍不合意，就會以調教動物的方式給予鞭打訓斥，甚至有將隨手捻來的任何雜物（例如鑰匙）吞下的習慣。道乃家原本相當重視同伴，而志久萬也看上這一點，並威脅道乃家如果不與他締結契約就會對馬戲團的團員們不利，據鈴木所說，自從志久萬和道乃家結下契約後，道乃家的性格也變得相當殘暴。後來和鈴木、菊地、椎名等人挺身反抗志久萬。
- 菊地悠（きくち）

華學校裡的A組學生，性格溫文靦腆，說話略有口吃的少年。平時性情膽怯，不擅看著他人的臉說話，經常有向人道歉的習慣。小時候因為見到馬戲團的表演感到興奮，加上偶然見到「八時馬戲團」的徵人廣告單，為了改變自己而開始在「八時馬戲團」兼差。對華相當瞭解動物一事略有耳聞。因為偶然聽見馬戲團裡的熊說人話，又剛好在街上遇到華，因此向她請教有關熊會說話的秘密。在馬戲團事件裡奮力保護華，後來和鈴木與椎名等人挺身反抗志久萬。
- 鈴木太郎（すずき）

「八時馬戲團」的動物調教師。性格友善且相當有禮貌，很照顧剛進馬戲團的菊地。在托依托依還是小狗的時候便負責照顧與訓練她，因此托依托依非常喜歡他。稱呼蟒蛇「梅杜莎」，同時也是少數察覺馬戲團內異常跡象的人類。於馬戲團事件和托依托依負責看守監禁椎名、蟒蛇、歧佐藏的籠子，因為椎名使用魔力讓蟒蛇脫困又再次使其人化，被人化的蟒蛇誘惑，間接導致托依托依為了博取他的認同對蟒蛇動粗。後來鈴木對敗北的托依托依提出勸誡，令托依托依正式向他致歉，並且和菊地與椎名等人挺身反抗志久萬。
- 中村（なかむら）

僅在漫畫第34話短暫提及，負責採購鮭魚片的員工。

#### 八時馬戲團的動物
- 托依托依（トイトイ）

貴賓狗，性別為母，人化時為戴著貴賓狗頭帽，雙手附著捲絨毛，穿戴捲絨毛短衣裙與狗腳靴的短髮少女，在所有馬戲團的人化動物當中，她的外貌最接近人類。對菊地抱持不以為然的態度。從小就被鈴木收養訓練，因此相當喜歡鈴木。因為是狗所以擁有足以和大上匹敵的優異嗅覺。於馬戲團事件和鈴木負責看守監禁椎名、歧佐藏、蟒蛇的籠子，因為見到人化的蟒蛇意圖向鈴木索取鑰匙大感不悅，為了取得鈴木的認同與蟒蛇展開決戰，企圖用摩托車攻擊蟒蛇未遂，反讓蟒蛇使出「密技 蛇分身」奪得鑰匙而敗北。事後蟒蛇打了托依托依一記耳光，還訓誡她「真正喜歡對方，就該為對方著想，做讓對方高興的事」，在鈴木的勸諫下，托依托依感動流淚，正式對鈴木致歉，並且在改稱蟒蛇「姐姐」的同時，對椎名等人透露馬戲團被志久萬操控的真相。被志久萬短暫收回魔力後又恢復人形姿態。
名字前段（トイ）同時也是貴賓狗的前段日文發音。
「托依飛踢」
從地面躍起，朝對手頭部施展的踢擊。
「飛躍攻擊」
騎乘重型機車飛躍到半空中，朝對手施展的撞擊。因為有重型機車的輔助，飛躍距離比徒手戰鬥時還要更遠。
- 白虎（ビャッコフ）

白老虎，性別為公，人化時頭戴飛行員帽，四肢套著虎爪狀的護甲。雖然出生西伯利亞，但不同於一般的老虎，他有著相當罕見的黑白毛色（通常只有分佈在孟加拉和印度的白老虎才有這種毛色）。性格凶暴好戰，擅長格鬥，徒手戰鬥時動作較遲鈍，一旦認真戰鬥就會拿出藏在毛皮中的拐，加上老虎的肩膀和前腳原本就很發達的關係，使他不但擁有可怕的破壞力，還能連續使出快到讓對手無法預測的攻擊，口頭禪是「咬碎」，認為差勁的人就應該被他除掉，能夠一口咬碎20公斤的鐵啞鈴，但頭腦相當不靈光，一旦奮力攻擊對手就有咬牙和用爪子撕碎物品的習慣。於馬戲團事件對上獅子戶並重創對方，隨後華為了保護獅子戶將白虎撞開，此舉讓獅子戶憶起椎名保護同伴的承諾並起身保護華，而獅子戶也察覺到白虎有用牙齒緊咬物品時就一定不會鬆口的缺點，趁著牠打算再次使出「虎式裏技」給予最後一擊時以搶來的拐棍反擊，最終牠因為下意識的咬住拐棍被獅子戶以「獅子老虎摔」徹底擊敗。最後被志久萬收回魔力。
名字是取自白虎的日文發音。
「虎式裏技」
在擒抱住對手後所使出的強力過肩摔。
「破壞重捶」
兩手呈現握拳狀，垂直落下的重擊。
「毀滅撕裂爪」
露出尖銳的爪子，給與對手傷害。
- 羅迪歐（ロデオ）

純種馬，性別為公，人化時為面套韁繩環、身穿窄袖外套、手腕配戴鐵蹄狀手環、繫著皮腰帶、手持束鞭的半人馬。性格冷靜且嚴格，加上純正的血統使他相當高傲，視自己以外的人為下等生物（尤其是既粗暴又愚鈍的肉食動物），但對草食動物則會以禮相待，似乎特別喜歡「調教」這個字眼。他的視野可達350度（一般的馬則是330度），因此在戰鬥時絕對不能從他後方攻擊，除了用鞭子攻擊，他還使用呼拉圈來束縛對手。於馬戲團事件受志久萬指揮，將華與獅子戶關入籠子裡。知道岐佐藏是草食動物而變的很有禮貌，但之後岐佐藏卻因為鼻子不小心掃到羅迪歐的臉，使得羅迪歐態度大變以鞭子企圖攻擊岐佐藏，岐佐藏一度因為在意先前鼻上父子的事而不敢反擊，華提醒岐佐藏別被周圍的事物影響，只要集中注意力對付眼前的敵人就好，此舉讓岐佐藏再度發狂，並以衝擊擊倒了羅迪歐。羅迪歐戰敗後被志久萬短暫收回魔力，之後又恢復人形姿態。
名字（rodeo）是取自西班牙語的馬術競賽。
- 老虎

本名不詳，志久萬運用魔力在牠身上做實驗，導致牠失去了變身能力。

### 學校
蒼井華就讀的高校。
- 三浦育美（みうらいくみ）

頭髮束成簪狀的少女，華的同班同學，性格驕傲，以「失敗女」、「不管有多努力都絕對得不到任何回報」的語句嘲笑做事笨拙的華，但偶爾也會對表現華關切的態度。有一個打拳擊的男友，在第4話中因為看到華與椎名到街頭發送傳單，為了惡整華而將傳單全灑到街上，事後其男友準備將華撿回來的傳單撕破時被椎名擊倒。當椎名在學校引發騷動的時候，育美亦認出椎名的容貌而驚訝不已。
- 典子（のりこ）

戴眼鏡的長髮女孩，華的同班同學，利用簡訊提醒華學校補習一事，並且發現華改變了原本不安的一面。
- 江老師

華的班導師，為人相當嚴格，有著「魔鬼祖父」的綽號，只有面對華的時候，才會露出無言的狀態。在暑假期間開設補救班，為成績不好的學生輔導課業。
- 構口老師（みぞぐち）

學校裡的體育老師，面容兇惡且體型魁梧。口頭禪是「放逐」，曾企圖追捕來到學校的椎名，反讓椎名趁機逃跑。

### 其他人類
- 強盜團（強盜團）

於第一話中登場，專門搶奪透過正規途徑難以入手的動物，再賣掉以謀取暴利的強盜集團，因為被華目擊到綁架五十嵐而打算將她滅口，被椎名瞬間擊倒。
- 鼻上向夫（はなうわむきお）

10歲小學生，是牛見建設社長 鼻上向內的長子。為了暑假的自由研究報告而到深山採集昆蟲，目睹椎名和華以及動物園動物們經過此地，後來他在自由研究中提到「森林中也有野生豺狼和獅子」，引起社會廣泛討論。於水族館事件後拜訪動物園，成為動物園的第一批訪客，還認出華正是當時與動物園動物一起行動的人，並稱呼華「大姐姐」，在參觀動物園的時候險些被岐佐藏的巨足踩死，但向夫不但不引以為懼，反而為這般魄力感到喜悅，並且在離開前表示還會再來參觀動物園。父子倆的拜訪事件，讓椎名的左手肘恢復原貌。
- 鼻上向內（はなうわむかない）

牛見建設社長兼丑三時刻水族館贊助商，留著黑卷髮與長垂鼻的胖男子。向夫的父親。於水族館事件後拜訪動物園，成為動物園的第一批訪客，在參觀動物園的時候被猩猩金剛丟大便，還因為目睹向夫險遭岐佐藏踩死嚇出一身冷汗，之後表示再也不願意來造訪。父子倆的拜訪事件，讓椎名的左手肘恢復原貌。
- 華的母親

本人暫未登場，華為了飼育員工作必須在暑假期間留宿動物園時，和她連絡並獲得諒解。

### 生物妖
於劇情中短暫登場，清一色為身形巨大，有著生物特徵的妖怪，專門守護某個領域的動物，不讓牠們被人類侵害；若是有人類入侵祂們守護的領域傷害生物，就會被祂們留下詛咒。
兔妖怪
於漫畫第1話椎名的回憶登場，守護林地的兔妖怪。頸部掛著串珠項鍊般的鐘錶，牙齒尖銳，擁有人類般的巨手。於十幾年前，對當時在祂的領地追捕野兔的年幼椎名留下詛咒，並告訴他「要解開詛咒，就要向生命表示憐愛，招集更多動物，用力量創造能讓天下皆知其名，讓世界震驚的樂園」。祂留下的這番話，成為椎名創立逢魔時刻動物園的原因。
抹香鯨妖怪
於漫畫第21話伊佐奈的回憶登場，守護海洋，身形遠比一般抹香鯨還要巨大數倍的抹香鯨妖怪。對當時在海上狙殺鯨魚的伊佐奈留下詛咒，祂要求伊佐奈「如果想解除詛咒就用這股力量創造出轟動世界的生命之層」，並且將伊佐奈當時乘坐的遊輪一併擊沉，但為了讓伊佐奈悔改故沒有取其性命。
棕熊妖怪
於漫畫第33話提及，對志久萬留下詛咒的棕熊妖怪。

## 用語
- 詛咒

當某個人因為入侵某些生物妖的守護地，捕捉或殘害生命時，就會被守護該領域的生物妖留下詛咒，身體會擁有對應生物妖（例如兔子、鯨魚等）型態的能力，但容貌也會變得和生物妖的型態一模一樣。要消除生物妖的詛咒，必須接受生物妖的任務條件並加以執行，才能將被詛咒的身軀，逐一恢復到原來的模樣。通常生物妖要求的任務條件，都是藉由力量創建讓世人驚嘆的園地，但其中也不乏像椎名那樣必須對動物施以慈愛之心，才能消除詛咒的例子。
- 魔力

受到生物妖詛咒之人擁有的特殊力量，除了擁有對應生物妖型態的能力以外，還可以釋放魔力煙霧，讓屬於自己管轄的動物變成人形姿態或是恢復平常的模樣，除此之外還能讓損壞的物品瞬間復原（如動物園的圍欄和水族館的玻璃）。當受詛咒之人完成生物妖開出的所有任務條件後，魔力也會隨著詛咒一併消除，少部分具有魔力的人，可以自由控制魔力，甚至是在人形或動物型態產生變化。由於魔力釋放的多寡和受詛咒之人精力消耗程度成正比，因此有的受詛咒之人會刻意節制魔力消耗量。
- 動物

被受詛咒之人管理的動物，由於受詛咒之人能夠運用力量將牠們人形化的緣故，他們在人形化狀態下能和人類溝通。不過不同生物的人形化存在著很大的差異，有些能夠變得和人類幾乎相差無幾，有些則是大致維持生物原貌不變。受詛咒之人初次賦予動物魔力的同時，也會賦予牠們的記憶；一旦受詛咒之人決定收回動物身上的魔力，那麼被收回魔力的動物就會同時喪失記憶與人化能力，再也無法變身。

## 出版書籍
| 集數 | 日文副標題 | 中文副標題               | 集英社         | 集英社                 | 東立出版社     | 東立出版社             |
| 集數 | 日文副標題 | 中文副標題               | 發售日期       | ISBN                   | 發售日期       | ISBN                   |
| ---- | ---------- | ------------------------ | -------------- | ---------------------- | -------------- | ---------------------- |
| 1    |            | 歡迎來到逢魔時刻         | 2010年11月4日  | ISBN 978-4-08-870131-8 | 2011年9月28日  | ISBN 978-986-10-8241-7 |
| 2    |            | 歡迎來到丑三時水族館     | 2010年12月29日 | ISBN 978-4-08-870167-7 | 2011年10月26日 | ISBN 978-986-10-8242-4 |
| 3    |            | 動物園vs水族館，勝負分曉 | 2011年3月4日   | ISBN 978-4-08-870195-0 | 2012年1月3日   | ISBN 978-986-10-8243-1 |
| 4    |            | 歡迎來到八時馬戲團       | 2011年6月3日   | ISBN 978-4-08-870226-1 | 2012年2月2日   | ISBN 978-986-10-8244-8 |
| 5    |            | 逢魔時刻動物園           | 2011年8月4日   | ISBN 978-4-08-870275-9 | 2012年5月3日   | ISBN 978-986-10-8626-2 |

## 外部連結
- 『逢魔ヶ刻動物園』連載作品情報｜集英社『週刊少年ジャンプ』官方網站 shonenjump.com